# 23404 Bomans
23404 Bomans este un asteroid din centura principală de asteroizi.

## Descriere
23404 Bomans este un asteroid din centura principală de asteroizi. A fost descoperit pe 15 septembrie 1972 la Observatorul Palomar de Tom Gehrels. Asteroidul prezintă o orbită caracterizată de o semiaxă mare de 2,28 ua, o excentricitate de 0,25 și o înclinație de 21,7° în raport cu ecliptica.